# Xisco Campos
Francisco Javier Campos Coll, detto Xisco (Binissalem, 10 marzo 1982), è un allenatore di calcio ed ex calciatore spagnolo, di ruolo difensore, tecnico in seconda del Maiorca B.